# Ajuntament d'Alacant
|  | Per a altres significats, vegeu «Palau consistorial d'Alacant». |

L'Ajuntament d'Alacant és la institució que s'encarrega de governar la ciutat i municipi d'Alacant. Està presidit pel corresponent alcalde o alcaldessa d'Alacant que és triat democràticament per sufragi universal. Actualment el càrrec l'exerceix d'alcalde-president del municipi Luis Barcala (Partit Popular). L'organisme està emplaçat a la Casa consistorial.

## Política

### Ple de l'Ajuntament
El Ple de l'Ajuntament és l'òrgan de màxima representació política de la ciutadania al Govern Municipal. Assumeix de manera directa la representació de la col·lectivitat i en el seu nom es decideix sobre les qüestions més importants i transcendentes del Govern de la ciutat.
Els regidors i regidores de l'Ajuntament d'Alacant s'escullen per sufragi universal en eleccions celebrades cada quatre anys. El sistema D'Hondt és el mètode electoral que s'utilitza a Espanya, per repartir les regidories dels ajuntaments, de manera aproximadament proporcional als vots obtinguts per les candidatures.
En la legislatura 2019-2023 el Ple de l'Ajuntament està format per representants de 6 grups polítics:
| Partit                                   | Nº de representants |
| ---------------------------------------- | ------------------- |
| Partit Popular                           | 9                   |
| Partit Socialista del País Valencià-PSOE | 9                   |
| Ciutadans - Partit de la Ciutadania      | 5                   |
| Unides-Podem                             | 2                   |
| Compromís                                | 2                   |
| Vox                                      | 2                   |

### Govern municipal

#### Alcaldia
Des de 1979 fins a 1995 la ciutat va estar governada per alcaldes pertanyents al PSPV, i des de 1995 fins a 2015 el PP va mantindre l'hegemonia política. Entre 2015 i 2018 l'alcalde d'Alacant va ser Gabriel Echávarri Fernández del PSPV. Va ser elegit amb els vots dels regidors de PSPV, GA-AC, C's i Compromís. El 9 d'abril de 2018 va dimitir com a alcalde. Des de 2018 l'alcalde d'Alacant és Luis José Barcala Sierra (PP).
| Període                       | Alcalde o alcaldessa                                 | Partit polític | Data de possessió     | Observacions         |
| ----------------------------- | ---------------------------------------------------- | -------------- | --------------------- | -------------------- |
| 1979–1983                     | José Luis Lassaletta Cano                            | PSPV-PSOE      | 19/04/1979            | --                   |
| 1983–1987                     | José Luis Lassaletta Cano                            | PSPV-PSOE      | 28/05/1983            | --                   |
| 1987–1991                     | José Luis Lassaletta Cano                            | PSPV-PSOE      | 30/06/1987            | --                   |
| 1991–1995                     | Ángel Luna González                                  | PSPV-PSOE      | 15/06/1991            | --                   |
| 1995–1999                     | Luis Bernardo Díaz Alperi                            | PP             | 17/06/1995            | --                   |
| 1999–2003                     | Luis Bernardo Díaz Alperi                            | PP             | 03/07/1999            | --                   |
| 2003–2007                     | Luis Bernardo Díaz Alperi                            | PP             | 14/06/2003            | --                   |
| 2007–2011                     | Luis Bernardo Díaz Alperi Sonia Castedo Ramos        | PP             | 16/06/2007 17/09/2008 | Dimissió/Renúncia -- |
| 2011–2015                     | Sonia Castedo Ramos Miguel Valor Peidró              | PP             | 11/06/2011 15/01/2015 | Dimissió/Renúncia -- |
| 2015–2019                     | Gabriel Echávarri Fernández Luis José Barcala Sierra | PSPV-PSOE PP   | 13/06/2015 19/04/2018 | Dimissió/Renúncia -- |
| 2019-2023                     | Luis José Barcala Sierra                             | PP             | 15/06/2019            | --                   |
| Des de 2023                   | n/d                                                  | n/d            | 17/06/2023            | --                   |
| Fonts: Generalitat Valenciana |                                                      |                |                       |                      |

#### Junta de Govern
L'alcalde és també president de la Junta de Govern Local, organisme col·legiat amb les funcions de la direcció política, execució i administració del govern municipal.
Correspon a l'alcalde nomenar i separar lliurement els membres de la Junta de Govern Local, el nombre dels quals no podrà excedir d'un terç del nombre legal de membres del Ple, a més de l'alcalde.
En la legislatura 2019-2023 la Junta de Govern Local està formada per representants dels dos partits que comparteixen el govern de coalició:
| Càrrec                  | Titular                              |  |
| ----------------------- | ------------------------------------ |  |
| Alcalde                 | Luis Barcala Sierra                  |  |
| Vicealcaldessa          | María del Carmen Sánchez Zamora      |  |
| Segon tinent d'alcalde  | Manuel Villar Sola                   |  |
| Tercer tinent d'alcalde | María del Carmen De España Menárguez |  |
| Quart tinent d'alcalde  | Antonio Peral Villar                 |  |
| Cinqué tinent d'alcalde | José Luis Berenguer Serrano          |  |
| Regidora                | Julia María Llopis Noheda            |  |
| Regidor                 | Adrián Santos Pérez Navarro          |  |
| Regidor                 | Manuel Jiménez Ortiz                 |  |
| Regidor                 | José Ramón González González         |  |

### Eleccions municipals
L'evolució en el repartiment dels regidors per partits polítics des de les eleccions municipals de 1979 és la següent:
| Històric de regidors a l'ajuntament d'Alacant |                      |      |      |      |      |      |      |      |      |      |      |      |
| Candidatura                                   | Candidatura          | 1979 | 1983 | 1987 | 1991 | 1995 | 1999 | 2003 | 2007 | 2011 | 2015 | 2019 |
|                                               | AP / PP              | 0    | 8    | 9    | 12   | 14   | 15   | 14   | 15   | 18   | 8    | 9    |
|                                               | PSPV-PSOE            | 13   | 19   | 12   | 12   | 10   | 11   | 12   | 14   | 8    | 6    | 9    |
|                                               | C's                  |      |      |      |      |      |      |      |      |      | 6    | 5    |
|                                               | PCE / EUPV / GA / UP | 4    | 0    | 2    | 2    | 3    | 1    | 1    | 0    | 2    | 6    | 2    |
|                                               | Compromís            |      |      |      |      |      |      |      |      | 0    | 3    | 2    |
|                                               | Vox                  |      |      |      |      |      |      |      |      |      |      | 2    |
|                                               | UCD                  | 10   |      |      |      |      |      |      |      |      |      |      |
|                                               | CDS                  |      | 0    | 5    | 0    |      |      |      |      |      |      |      |
|                                               | SCAL                 |      |      |      | 1    | 0    |      |      |      |      |      |      |
|                                               | UPiD                 |      |      |      |      |      |      |      |      | 1    | 0    |      |
| Fonts: Ministeri de l'Interior                |                      |      |      |      |      |      |      |      |      |      |      |      |

1. ↑  En les eleccions municipals de 1979 Alianza Popular es presentà dins de Coalició Democràtica i no obtingué cap regidor. En les eleccions de 1983 es presentà en la coalició AP-PDP-UL-UV. A les eleccions de 1991 la que havia sigut la Federació de partits d'Alianza Popular es presentà com un únic partit amb un el nom nou de Partit Popular
2. ↑  En les eleccions municipals de 1979 hi apareixen els resultats de PCE, el 1983 PCE-PCPV, el 1987 IU-UPV, el 1991 EUPV, el 1995 EU-EV, el 1999 EUPV, el 2003 la coalició Esquerra Unida - L'Entesa, el 2007 EUPV-EV-IR-AM, el 2011 EUPV i el 2015 Guanyar Alacant